# 쇠톱

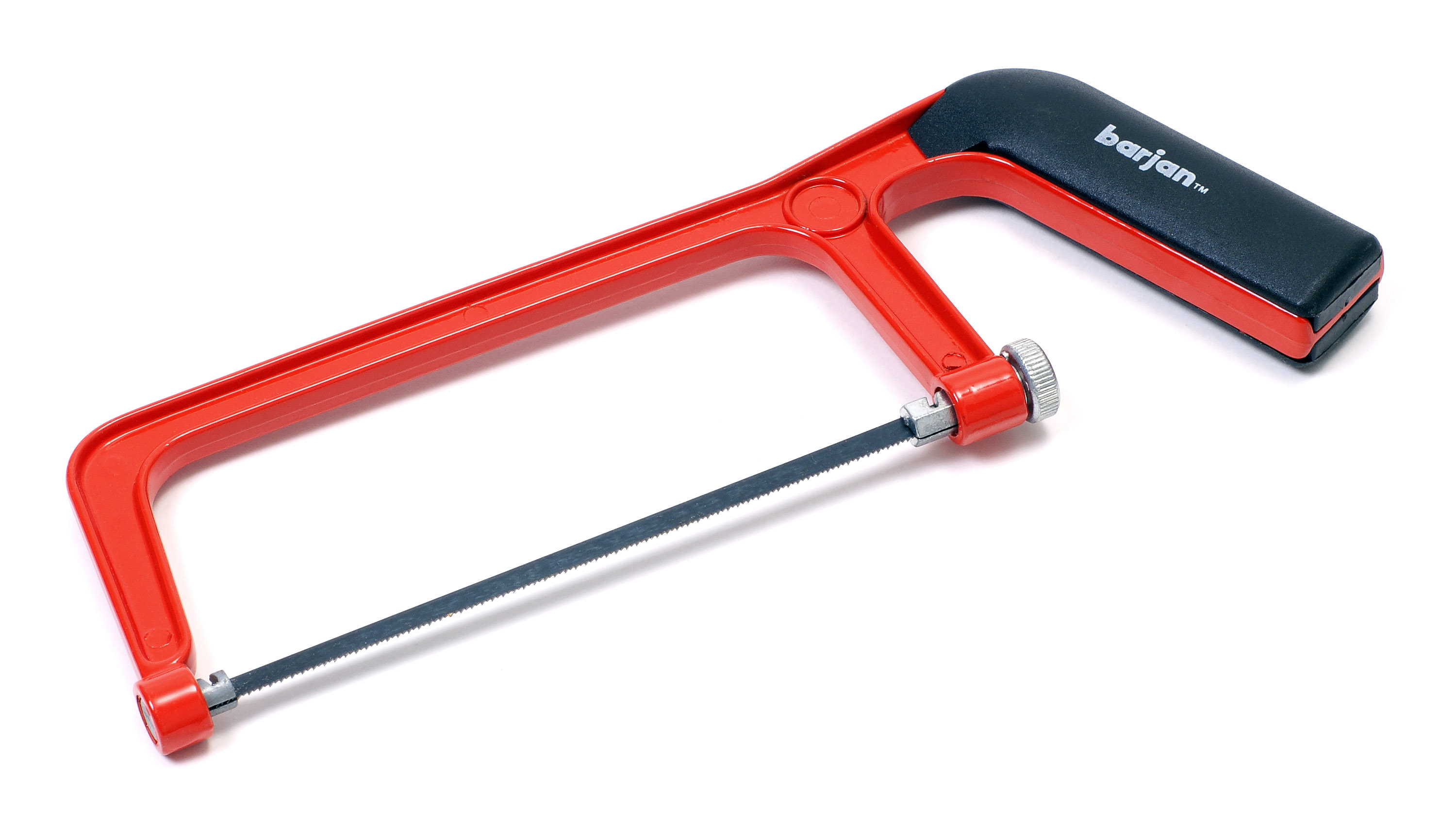

쇠톱(hacksaw)은 금속을 절단할 때 쓰이는 도구이다. 공구강을 담금질한 것이며, 톱날의 길이는 양단 구멍 사이의 중심거리로 표시하며, 피치는 1inch 사이의 잇수로 표시한다. 그리고 밀 때 절단이 되도록 톱날이 끼워야 한다.
대부분의 쇠톱은 장력을 받고 있는 칼날을 고정하는 C자 모양의 보행 프레임이 있는 작은 톱(hand saw)이다. 이러한 쇠톱에는 좁은 일회용 칼날을 부착하기 위한 핀이 있는 손잡이(보통 권총 손잡이)가 있다. 프레임은 다양한 크기의 블레이드를 수용하도록 조정될 수도 있다. 나사 또는 기타 메커니즘을 사용하여 얇은 날에 장력을 가한다.
대부분의 프레임 톱과 마찬가지로 쇠톱에서도 날의 톱니가 핸들 쪽을 향하거나 핸들 반대쪽을 향하도록 장착할 수 있으므로 푸시 또는 풀 스트로크에서 절단 작업이 수행된다. 일반적인 사용 시 벤치 바이스에 작업물을 고정한 상태에서 수직 아래로 절단할 경우 쇠톱 날이 앞쪽을 향하도록 설정된다.

## 같이 보기
- 톱